# Mayalde
|  | Per a altres significats, vegeu «Mayalde (grup)». |

Mayalde és un municipi de la província de Zamora, a la comunitat autònoma de Castella i Lleó. Limita al nord-est amb Cabañas de Sayago, al nord-oest amb Peñausende, a l'est amb El Cubo de Tierra del Vino i al sud amb Santiz.
| 1991 | 1996 | 2001 | 2004 |
| ---- | ---- | ---- | ---- |
| 293  | 246  | 251  | 232  |